# 升龙环球中心
升龍環球中心是中国福建省福州市臺江区的摩天大楼，建筑高度为300米，地上57层。該大樓建成時是福州第一高樓。